# Vandana Katariya
Vandana Katariya (en hindi : वंदना कटारिया) née le 15 avril 1992, est une joueuse professionnelle indienne de hockey sur gazon évoluant au poste d'attaquant.

## Carrière
Elle s'est qualifiée avec l'Inde pour les Jeux olympiques d'été de 2016 à Rio via les demi-finales de la ligue mondiale à Anvers.
Aux Jeux olympiques d'été de 2020 à Tokyo, Vandana est devenue la première femme indienne à réussir un triplé olympique au hockey,.